# Wyspy Campbella
Wyspy Campbella – grupa subantarktycznych wysp należących do Nowej Zelandii. Powierzchnia całkowita 113,32 km²; największa z nich to Wyspa Campbella (112,68 km²), mniejsze to: Wyspa Dent (0,23 km²), Wyspa Jacquemart (0,19 km²), Wyspa Jeanette Marie (0,11 km²), Wyspa Folly, Wyspa Monowai (0,08 km²).

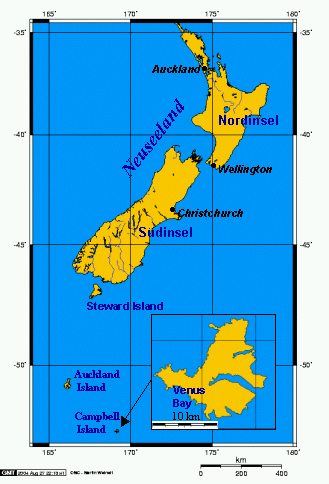
Położenie Wysp Campbella

Wraz z 4 innym grupami nowozelandzkich wysp subantarktycznych (pozostałe – Wyspy: Antypodów, Auckland, Bounty, Snares) od 1998 znajduje się na Liście światowego dziedzictwa UNESCO.

## Fauna i flora
Na wyspach Campbella występuje endemiczny gatunek ptaka, cyraneczka południowa (Anas nesiotis) oraz endemiczny podgatunek bekasa auklandzkiego (Coenocorypha aucklandica perseverance). Ptaki te przetrwały na niewielkich wyspach archipelagu (Dent i Jacquemart, odpowiednio) inwazję szczurów, zawleczonych przez ludzi i powróciły na główną wyspę po skutecznej akcji deratyzacyjnej.